# Lars von Trier
 Ikke at forveksle med Lars Trier.
Lars von Trier (født 30. april 1956) er en dansk filminstruktør og manuskriptforfatter. Han studerede fra 1976 til 1979 filmvidenskab på Københavns Universitet efterfulgt af Den Danske Filmskole, hvor han blev uddannet instruktør i 1983. Han har siden instrueret danske og udenlandske film- og tv-produktioner som Riget (1994-2022), Idioterne (1998), Dancer in the Dark (2000), Antichrist (2009), Melancholia (2011), Nymphomaniac (2013), The House that Jack Built (2018) og Riget Exodus (2022).
Begyndende som barneskuespiller i tv-serien Hemmelig sommer (1969), spænder von Triers karriere over fem årtier. Anset som en af de største personligheder indenfor den europæiske filmindustri, er han og hans værker blevet omtalt som ambitiøse og provokative, såvel som teknisk innovative. Hans film viser konfronterende undersøgelser af eksistentielle, sociale, psychoseksuelle og politiske  problemstillinger, og omhandler temaer, barmhjertighed, selvopofrelse, og mentalt helbred. Han har ofte indgået samarbejde med skuespillere som Jens Albinus, Jean-Marc Barr, Udo Kier og Stellan Skarsgård.
Von Trier udarbejdede avant-garde-filmbevægelsen Dogme 95 sammen med instruktør Thomas Vinterberg og grundlagde sammen med Peter Aalbæk det danske filmselskab Zentropa, hvis film har solgt mere end 350 millioner biografbilletter og modtaget otte Oscar-nomineringer.
Von Trier har igennem sin karriere været emne for meget kritik og flere kontroverser. Cannes Film Festival, som flere gange har tildelt hans film priser, erklærede ham i 2011 persona non grata efter han lavede en nazi-joke under et interview. Dyremishandling under optagelserne til Manderlay, grafisk vold og usimuleret sex i nogle af hans film har været kritikpunkter, og han er anklaget for upassende og nedværdigende opførsel under optagelser, herunder mod sangeren Björk.
Von Trier har været åben omkring sit mentale helbred, herunder lidende af gentagende perioder med depression, tvangstanker og angst. I 2014 fortalte han offentligt, at flere af hans film er skrevet og lavet under indflydelse af ulovlige stoffer. Han fortalte også om sit årelange alkoholmisbrug.
I 2022 offentliggjorde von Trier at han var blevet diagnosticeret med Parkinsons sygdom.

## Opvækst og uddannelse
Født Lars Trier den 30. april 1956 i Kongens Lyngby, København, til forældre Inger Høst og Ulf Trier. Ved sin mors dødsleje i 1989 afslørede hun for von Trier at hans biologiske far faktisk var Fritz Michael Hartmann, Ingers tidligere chef ved Socialministeriet og modstandskæmper under 2. verdenskrig. Von Triers morbror er filminstruktøren Børge Høst. Stedfaderen Ulf Trier var halvt jøde, og Inger Trier opdrog von Trier i den tro, at han havde jødiske rødder. I 1969, som 12-årig, debuterede han som skuespiller med hovedrollen Thomas Windings ungdomsserie Hemmelig sommer.
Han studerede filmteori ved Københavns Universitet og filminstruktion ved Den Danske Filmskole fra 1979 til 1983. Som 25-årig vandt han to gange filmprisen “Best School Film” ved Munich International Festival of Film Schools; for Nocturne og Last Detail. Samme år tilføjede han også adelsprædikatet "von" til sit navn, muligvis som en satirisk ode til de selvbetitlede instruktører Erich von Stroheim og Josef von Sternberg. Samme år havde hans dimissionsfilm Befrielsesbilleder filmpremiere.

## Karriere

### 1984–1994: Karrierestart ogEuropa-trilogien
I 1984 fik von Trier sit gennembrud med sin spillefilmsdebut Forbrydelsens element, som modtog tolv priser ved syv forskellige internationale festivaler inklusiv Den Tekniske Pris ved Cannes Filmfestival, og en nominering til Den Gyldne Palme. Filmens langsomme og ikke-linære tempo, dets innovative og plot i flere lag og mareridsagtige visuelle effekter blev brugt til at fortælle om traumatiske historiske begivenheder igennem Europas historie.
Von Triers efterfølgende metafilm Epidemic (1987) blev også fremvist under Cannes som en del af Un Certain Regard-kategorien, og indeholder to narrativer, som til slut flettes ind i hinanden; fortællingen om to filmskabere (spillet af von Trier og manuskriptforfatter Niels Vørse), som er midt i at udvikle et nyt projekt, og en dyster science fiction historie om en futurisk pest - selv samme film som von Trier og Vørsel er ved at producere.[kilde mangler] Han instruerede efterfølgende Medea (1988) til tv, som var baseret på Carl Th. Dreyers ikke-realiserede manuskript, hvor medvirkende Udo Kier, som vandt Jean d'Arcy prize i Frankrig.[kilde mangler]
Von Trier har omtalt sine film, som inddelt i tematiske og stilistiske trilogier. Dette mønster begyndte med Forbrydelsens element (1984), den første i Europa-trilogien, som omhandler traumatiske perioder i Europa i fortiden og nutiden. Den inkluderer også Epidemic. Han fuldførte trilogien i 1991 med Europa (udgivet som Zentropa i USA), som vandt Juryens Pris ved Cannes Film Festival i 1991, og modtog priser ved flere større festivaler. I 1990 instruerede han også musikvideoen til sangen "Bakerman" af Laid Back. Videoen blev brugt igen i 2006, hvor den engelske dj og kunstner Shaun Baker lavede en genindspilning af sangen.[kilde mangler]
Med ønske om mere finansiel selvstændighed og kreativ kontrol over deres projekter, grundlagde von Trier og producer Peter Aalbæk Jensen i 1992 filmproduktionsselskabet Zentropa Entertainment, som pr. 2006 havde solgt mere end 350 millioner billetter og været nomineret til Academy Awards. Navngivet efter et fiktivt jernbaneselskab i Europa, på tidspunktet deres seneste film, har Zentropa produceret flere film end blot Triers egne, såvel som adskillige tv-serier.[kilde mangler] Selskabet har også produceret hardcore sexfilm: Constance (1998), Pink Prison (1999), HotMen CoolBoyz (2000), og All About Anna (2005).[kilde mangler] For at tjene penge til hans nyligt grundlagt selskab, lavede Riget (1994) og Riget II (1997), to miniserier, som blev filmet på Rigshospitalet, sommetider kaldet ‘Riget’.[kilde mangler] Serien skulle dengang have haft en tredje sæson, men projektet blev aflyst, da to af seriens største hovedrolleindehavere, Ernst-Hugo Järegård, som spillede Dr. Helmer, og Kirsten Rolffes, som spillede Fru Drusse, døde i henholdsvis 1998 og 2000.[kilde mangler]

### 1995–2000: Dogme 95, ogGuldhjerte-trilogien
I 1995 udfærdigede og grundlagde von Trier sammen med Thomas Vinterberg det kunstneriske koncept Dogme95; et manifest og regelsæt, hvis mål var at skulle forenkle filmproduktion og derved skabe en klarere kommunikation med modtageren. Konceptet satte en bølge i gang i den danske og udenlandske filmverden, og der blev i det efterfølgende årti produceret en lang række danske og udenlandske film, som fulgte dogme-regelsættet. Søren Kragh-Jacobsen og Kristian Levring tilsluttede sig konceptet kort efter tilblivelsen og sammen med Vinterberg og Trier blev de fire mænd omtalt som "Dogme-brødrene".I 2008 modtog Dogme-brødrene en European Film Awards-pris for "European Achievement in World Cinema".
I 1996 opførte von Trier, på opfordring af Kunstforeningen, en hidtil uset form for teateroplevelse i København med forestillingen Psykomobile #1: Verdensuret. Værket, en maraton-performance, havde 53 medvirkende skuespillere, som igennem den to måneder lange teaterudstilling, skulle improvisere sig frem med afsæt i spinkle personkarakteristikker og handlingsanvisninger udstukket af Trier og Niels Vørsel. Forestillingen foregik i en kulisse bestående af 19 forskellige rum, som publikum kunne bevæge sig rundt i og enten følge efter karaktererne eller blive i samme rum og se en scene udfolde sig. En myretue i New Mexico, hvor et live videosignal blev transmitteret fra, styrede, hvornår der skulle ske sceneskift ved at omdanne myrernes færden til signaler på farvede lamper i kulisserne. En dokumentar omhandlende tilblivelsen og udførslen af projektet blev instrueret af Jesper Jargil, og udgivet i 2000 med titlen De Udstillede.
På nytårsaften mellem 1999 og 2000 indgik von Trier i et filmeksperiment sammen med sine dogme-brødre, Vinterberg, Kragh-Jacobsen og Levring, hvor hver instruktør skulle optage en 70 min. lang film med hver sin hovedperson og hver sit filmhold på samme tid. De i alt fem kameraer optog uafbrudt fra kl. 23:30 den 31. december 1999 frem til 00:40 den 1. januar 2000, mens de fire instruktører fra et kontroltårn styrede deres filmhold igennem menneskemængden i Københavns gader, hvor de havde frihed til at improvisere eller ændre på historien, som natten skred frem. Om aftenen nytårsdag 2000 kunne de danske husstande se resultatet af de fire instruktørers optagelser på henholdsvis DR1, TV 2, TV3 og TV Danmark1. På DR2 og på TV Danmark1’s kanal kunne man følge slagets gang fra instruktørernes kontrolrum (via det femte kamera), og på TV3 kunne man se alle fire skuespillere i ét samlet billedsignal. I 2001 klippede Valdís Óskarsdóttir en 66 minutters version sammen af de fire instruktørers historier, og resultatet kom ligesom projektet til at hedde filmen D-Dag.
Von Triers Guldhjerte-trilogi består af Breaking the Waves (1996), Idioterne (1998) og Dancer in the Dark (2000) og navnet på trilogien kom fra en billedbog, von Trier var optaget af som barn. Alle filmene i trilogien omhandler naive heltinder, som bibeholder deres "gyldne hjerter" til trods for tragedierne de har været igennem.
Breaking the Waves vandt Grand Prix-prisen ved Filmfestivalen i Cannes i 1996 og hovedrolleindehaver Emily Watson blev nomineret til en Oscar for bedste kvindelige hovedrolle. Idioterne blev nomineret til Den Gyldne Palme ved Filmfestivalen i Cannes i 1998. I 2000 udkom Dancer in the Dark, en musicalfilm med den islandske musiker, Björk i hovedrollen. Filmen blev modtaget med stor positiv kritik og vandt Den Gyldne Palme ved Cannes Filmfestival. Sangen "I've Seen It All" (skrevet i samarbejde med von Trier) blev nomineret til en Oscar for Oscar for bedste originale sang.

### 2003–2008:Land of Opportunities-trilogien og øvrige værker
De fem benspænd (2003), lavet af von Trier og Jørgen Leth, er en dokumentar, som er sammensat af forskellige længder af eksperimentalfilm. Filmens præmis kom af at von Trier udfordrede Leth, hans ven og mentor, til at genindspille sin eksperimentelle kortfilm fra 1967; Det perfekte menneske, fem gange, hver gang med et forskelligt regelsæt.
Hans næste planlagte trilogi, Land of Opportunities, består af Dogville (2003), Manderlay (2005) og den ikke-producerede Washington og foregår i USA under 1930'ernes krise, hvor emner som intolerance, frihed og slaveri fyldte i det amerikanske samfund. De to første film blev begge optaget med samme specifikke og ekstremt stiliserede tilgang, hvor skuespillerne optrådte på et tomt scenegulv uden nogen form for kulisser kun med tegnet kalkstreger på gulvet, som skulle symbolisere vægge - en stil inspireret af 1970'ernes tv-teatre. I Dogville spillede Nicole Kidman rollen som Grace Margaret Mulligan, en rolle som Bryce Dallas Howard overtog i Manderlay.[kilde mangler] Med i begge film medvirkede store casts, som inkluderede Harriet Andersson, Lauren Bacall, James Caan, Danny Glover og Willem Dafoe.
I 2006 instruerede von Trier den danske dogme-komedie, Direktøren for det hele, som blev filmet ved en eksperimentel proces, som von Trier navngav Automavision, hvor instruktøren efter opsætningen af et stationært filmkamera, lader en computer bestemme, hvornår der skal tiltes, pannes eller zoomes.[kilde mangler] Hans efterfølgende projekt var den selvbiografiske film, De unge år: Erik Nietzsche sagaen del 1 i 2007, som von Trier skrev og Jacob Thuesen instruerede. Filmen, som omhandler von Triers år som studerende ved Den Danske Filmskole havde medvirkende som Jonatan Spang som von Triers alter ego, kaldet "Erik Nietzsche", med fortællerstemme af von Trier selv, og med alle hovedkarakterer værende baseret på virkelige personer fra den danske film industri. Nogle af de portrætterede personer er filmen inkluderer Jens Albinus som filminstruktør Nils Malmros, Dejan Čukić som manuskriptforfatter Mogens Rukov og Søren Pilmark. Filmen blev nomineret til Nordisk Råds Filmpris i 2008, dog uden at vinde.

### 2009–2014:Depressions-trilogien
Depressions-trilogien består af Antichrist (2009), Melancholia (2011) og Nymphomaniac (2013). I alle de tre film medvirker Charlotte Gainsbourg, og filmene omhandler karakterer, som kæmper med depression eller sorg på forskellige måder. Trilogien skulle angiveligt repræsentere de depressioner Trier selv har gennemgået.
Antichrist følger "et sørgende par, der tager til deres hytte i skoven, hvor de håber deres tur til Edens Have kan hele deres knuste hjerter og problemfyldte ægteskab; men naturen går sin gang og ting går fra at være dårlige til værre". Filmens to hovedpersoner spilles af Willem Dafoe og Gainsbourg. Filmen havde premiere under konkurrencen ved Cannes Film Festival i 2009, hvor festivalens dommerpanel hædrede filmen ved at tildele prisen for “Best Actress” til Gainsbourg. Filmen blev udvalgt som "Nordens bedste film" i 2009, hvor den vandt Nordisk Råds Filmpris. Trier delte de medfølgende 350.000 kr. med sin producer hos Zentropa, Meta Foldager.
Melancholia, med premiere i 2011, er et apokalyptisk drama omhandlende to depressive søstre, spillet af Kirsten Dunst og Gainsbourg, hvor den førstnævnte bliver gift lige før en vildfaren planet kolliderer med Jorden. Filmen deltog i konkurrencen ved de 64. Cannes Film Festival i 2011, hvor Dunst vandt prisen for “Best Actress”.
Kort efter færdiggørelsen af Melancholia begyndte von Trier produktionen af Nymphomaniac, som følger en kvindes seksuelle åbenbaring, spillet af Gainsbourg. I begyndelsen af december 2013, blev en fire timer lang version vist for pressen under en lukket fremvisning. Øvrige medvirkende i filmen inkluderer Stellan Skarsgård (i sin sjette film med von Trier), Shia LaBeouf, Willem Dafoe, Jamie Bell, Christian Slater, og Uma Thurman. Som respons til påstande om at von Trier egentlig bare havde lavet en "pornofilm", udtalte Skarsgård "... hvis du ser den her film, så vil du opdage at det faktisk bare er en dårlig pornofilm, selv hvis du spoler hurtigt frem. Og efter en rum tid, vil du også opdage at du ikke engang reagerer på de eksplicitte scener. De bliver lige så naturlige som at se nogen spise en skål morgenmad."[kilde mangler] Ved filmens officielle premiere i Storbritannien blev filmen opdelt og vist i to dele.[kilde mangler]
I interviews forud for filmens premiere afslørede Gainsbourg og medskuespiller Stacy Martin at protestiske vaginaer, body doubles og specialeffects blev brugt i produktionen af filmen. Martin udtalte også at filmens karakterer var inspireret af instruktøren ham selv, og fortalte at det havde været en "ære" at medvirke i filmen, som hun havde nydt at lave. Filmen blev også udgivet i to dele ved den australske premiere den 20. marts 2014. I februar 2014 blev en ucensureret version af Volume I vist ved Filmfestivalen i Berlin, uden nogen videre annoncering af, hvornår eller hvor den fulde fem-en-halv-time lange Nymphomaniac ville få premiere for offentligheden. Den fulde version havde premiere ved Filmfestivalen i Venedig i 2014 og blev kort efter vist i et begrænset antal biografer verdenen over.[kilde mangler]

### 2015–2018:The House That Jack Builtog tilbagevenden til Cannes
I 2015 begyndte von Trier at arbejde på sin nye film, The House That Jack Built, som oprindeligt var planlagt som en tv-serie i otte afsnit. Historien omhandler en seriemorder, og ses fra morderens perspektiv. Medvirkende var Matt Dillon i titelrollen, over for Bruno Ganz, Riley Keough og Sofie Gråbøl. Optagelserne blev indledt i marts 2017 i Sverige, før de fortsatte i København i maj.
I februar 2017 forklarede von Trier at filmen "hylder idéen om at livet er ondt og sjælløst, hvilket kun tydeliggøres ved den nye opstigelse af Homo trumpus – rottekongen". Filmen havde premiere ved Filmfestivalen i Cannes i maj 2018. Til trods for at flere end hundrede publikummer forlod salen under visningen, modtog filmen alligevel en 10 minutter lang stående applaus.

### 2019–nu:Riget-trilogien
Efter premieren på The House That Jack Built planlagde von Trier at lave Études, en antologi-film bestående af ti sort-hvid segmenter, hver ti minutter lange, efter inspiration fra musicals; projektet blev dog aldrig færdiggjort. I december 2020 blev det annonceret at han ville lave en tredje og afsluttende sæson af sin tv-serie Riget (1994 og 1997) med titlen Riget Exodus, med Søren Pilmark og Ghita Nørby i tilbagevendende roller, samt et nyt cast med bl.a. Mikael Persbrandt og Nikolaj Lie Kaas. Serien blev optaget i 2021 og de fem afsnit havde premiere i november 2022.  Miniserien havde premiere udenfor konkurrencen ved den 79. Filmfestival i Venedig, hvor den blev vist som en fem-en-halv-time lang spillefilm. Den modtog blandede anmeldelser fra anmeldere.
I 2024 annoncerede von Trier, at han var i gang med udarbejdelsen af en ny film med titlen After med støtte fra Det Danske Filminstitut. Optagelserne til filmen begyndte i slutningen af 2024 med Stellan Skarsgård i hovedrollen.

## Kontroverser

### Udtalelser under Cannes-interview
I maj 2011 under en pressekonference i Cannes forud premieren på Melancholia, kom von Trier med opsigtsvækkende udtalelser omkring nazisme og Adolf Hitler, hvilket skabte store kontroverser i medierne, og som førte til at festivalen erklærede von Trier for persona non grata, som den første person nogensinde. Han blev herved bandlyst fra filmfestivalen i ét år, mens Melancholia blev i årets konkurrence. Kort før pressekonferencens afslutning blev von Trier spurgt ind til sine tyske rødder og sin interesse for nazistisk æstetik, eftersom han selv beskrev filmens genre som "Tysk romantik". Han jokede og udtalte at han "ikke længere var jøde" (efter at være blevet fortalt sandheden om sin biologiske far), at han nu "forstår" og "sympatiserer" med Hitler, at han ikke er imod jøder, bortsat fra Israel, som er "a pain in the ass" og han spøgte med, at han var nazist. Von Trier blev udnævnt til at være antisemitist på grund af hans udtalelser. Han frigav en formel undskyldning straks efter pressekonferencen og undskyldte gentagende gange for sine jokes i alle interviews i de følgende uger efter optrinnet,, hvor han påstod at han ikke havde været ædru,, og udtalte at han ikke behøvede at forklare, at han ikke var nazist. I 2019 udtalte von Trier dog at pressekonferencen med de omdiskuterede udtalelser var "den eneste pressekonference jeg nogensinde har afholdt, ædru." Kort efter optrinnet udtalte von Trier sig til pressen, hvor han undskyldte og forklarede "Holocaust er den værste forbrydelse, der nogensinde er sket. Jeg har intet imod jøder. Jeg har et jødisk navn, og alle mine børn har jødiske navne", og tilføjede, at hans særprægede danske humor var blevet misforstået af det internationale pressekorps: "Det var virkelig dumt gjort, og det skete i det helt forkerte forum. På pressemødet med de danske journalister var der ingen problemer, men jeg tror ikke, de internationale journalister forstår min danske humor".
De medvirkende skuespillere i Melancholia, som var til stede under optrinnet – Dunst, Gainsbourg, Skarsgård – forsvarede instruktøren ved at påpege hans velkendte provokerende humor, og hans depression. Von Trier afslog efterfølgende at deltage i en lukket pressevisning af hans kommende film Nymphomaniac. Som forsvar til Triers udtalelser, udtalte Skarsgård ved visningen: "Alle ved at han ikke er nazist, og det var vanærende den måde pressen omtalte ham på og påstod han var." Cannes Filmfestivals direktør udtalte senere at hele kontroversen var lige så "unfair" og "tåbelig" som von Triers dårlige joke, og erklærede at hans film var velkomne ved festivalen og at von Trier blev set som "ven" af festivalen.

### Sex og vold i film
Flere af von Triers film, heriblandt Idioterne (1998), Antichrist (2009), Nymphomaniac (2013) og The House That Jack Built (2018), indeholder eksplicitte scener, som har skabt kontroverser; den førstnævnte modtog stor kritik efter dens premiere, da en filmanmelder blev smidt ud under visningen i Cannes grundet tilråb, og filmen blev kraftigt censureret til de efterfølgende visninger. Under Cannes Filmfestival i 2018 forlod omkring 100 publikummer salen under premieren på The House That Jack Built.

### Dyremishandling under optagelser
Et æsel blev slagtet grundet filmdramatiske årsager under produktionen af Manderlay - en episode som fik flere skuespillere, heriblandt John C. Reilly, til at forlade filmprojektet i protest over dyremishandling. Scenen blev fjernet fra filmen inden dens premiere.
Til trods for at filmen The House that Jack Built blev rost af dyrerettighedsorganisationen PETA for dens brug af realistiske effekter, blev en scene, hvor hovedpersonen skamferer og mishandler en ælling, kritiseret af flere publikummer.

## Privat

### Familie
I 1989 afslørede von Triers mor på sit dødsleje at hans biologiske far ikke var Ulf Trier, som von Trier troede, men i stedet hendes tidligere chef, Fritz Michael Hartmann (1909–2000), som stammede fra en lang linje af danske klassiske musikere. Hartmanns bedstefar var Emil Hartmann og hans oldefar J. P. E. Hartmann. Hans onkler var bl.a. Niels Gade og Johan Ernst Hartmann, og Niels Viggo Bentzon var hans fætter. Inger Trier havde udtalt at hun havde videregivet sin søn “kunstneriske gener”. Von Trier havde, med sin fjerne tyske afstamning fra Hartmann-familien, spøgt med at selvom han så sig selv havende en jødisk baggrund, så “var han nok tættere på at være nazist”.
Under den tyske besættelse af Danmark, var Hartmann faktisk en del af den danske modstandsbevægelse, hvor han i al hemmelighed kæmpede mod pro-Tyskland og pro-nazistiske kollegaer i sit offentlige embede. Et andet medlem af denne modstandsgruppe var Hartmanns kollega Viggo Kampmann, som senere blev Danmarks statsminister. Efter at have mødt sin far fire gange, ønskede Hartmann ikke længere at have kontakt til von Trier.

### Forhold
Von Trier var gift med Cæcilia Holbek, skuespiller, fra 1987 til 1995. Parret har sammen to døtre; Agnes og Selma Sunniva. Parret blev skilt kort efter fødslen af deres yngste datter.
Von Trier blev gift med Bente Frøge i 1995. De mødte hinanden i 1994, da Frøge var klasselærer for von Triers datter. De har sammen tvillingesønner; Benjamin og Ludvig (f.1997). I september 2015 annoncerede parret, at de skulle skilles efter 20 års ægteskab. Skilsmissen kom efter at von Trier havde indrømmet, at han havde haft en affære med Jenle Hallund, manuskriptkonsulent og forfatter, siden 2010. Hallund udgav i september 2015 sin selvbiografiske roman, Mænd bærer min kiste, hvor Hallund beskrev et forhold til "Geniet", som angiveligt var von Trier.
Von Trier tog først afstand fra Hallunds bog, og hævdede at den lå til grund for hans skilsmisse, men offentliggjorde i april 2016 at han og Hallund var i forhold med hinanden. Hallund og von Trier var sammen frem til januar 2019, hvor Hallund bekræftede deres brud.
I september 2019 offentliggjorde von Trier at han var i forhold med en kvinde, Rebecca.

### Helbred

#### Mentale helbred
Von Trier lider af flere fobier, inklusiv en ekstrem frygt for at flyve. Denne frygt har tidligere ført til komplikationer for von Trier og hans hold, da optagelser har været begrænset til at kun at kunne foregå i enten Danmark eller Sverige.
Von Trier har flere gange udtalt at han lider af tilbagevendende depressioner, som gør ham ude af stand til at arbejde og opfylde sociale forpligtelser. Han har gennem hele sit liv lidt af voldsom angst og OCD –  tvangstanker og tvangshandlinger.

#### Parkinsons
Den 8. august 2022 blev det annonceret at von Trier var blevet diagnosticeret med Parkinsons sygdom. Ifølge Variety planlagde von Trier at tage et pause fra filminstruktion for at vænne sig til sit nye liv med sygdommen, hvortil han udtalte: "Jeg vil holde en lille pause og finde ud af hvad der skal ske, men jeg håber virkelig at min tilstand bliver bedre. Det er sygdom du ikke kan fjerne; du kan dog arbejde med symptomerne.” Den 12. februar 2025 blev det oplyst af Zentropas producer, Louise Vesth, at von Trier var flyttet ind på et plejecenter i Bredebro ved Kongens Lyngby.

## Filmografi

### Film
| År   | Titel                     | Trilogi                     | Udgivelsesdato              | RT                                                    | MC                                                  |
| ---- | ------------------------- | --------------------------- | --------------------------- | ----------------------------------------------------- | --------------------------------------------------- |
| 1984 | Forbrydelsens element     | Europa                      | 14. maj                     | 77% (14 anmeldelser)                                  | 66% (6 anmeldelser)                                 |
| 1987 | Epidemic                  | Europa                      | 11. September               | 33% (6 anmeldelser)                                   | 66% (4 anmeldelser)                                 |
| 1991 | Europa                    | Europa                      | 12. maj                     | 80% (15 anmeldelser)                                  | 69% (15 anmeldelser)                                |
| 1994 | Riget                     | Riget                       | 24. november – 15. december | 84% (19 anmeldelser)                                  | 77% (9 anmeldelser)                                 |
| 1996 | Breaking the Waves        | Guldhjertet                 | 18. maj                     | 85% (59 anmeldelser)                                  | 76% (28 anmeldelser)                                |
| 1997 | Riget II                  | Riget                       | 10. oktober – 31. oktober   | 84% (19 anmeldelser)                                  | 77% (9 anmeldelser)                                 |
| 1998 | Idioterne                 | Guldhjertet                 | 20. maj                     | 71% (31 anmeldelser)                                  | 47% (15 anmeldelser)                                |
| 2000 | Dancer in the Dark        | Guldhjertet                 | 17 May                      | 70% (122 anmeldelser)                                 | 63% (31 anmeldelser)                                |
| 2003 | Dogville                  | USA - Land of Opportunities | 19. maj                     | 70% (168 anmeldelser)                                 | 61% (30 anmeldelser)                                |
| 2003 | De fem benspænd           |                             | 11. september               | 89% (62 anmeldelser)                                  | 79% (22 anmeldelser)                                |
| 2005 | Manderlay                 | USA - Land of Opportunities | 16. maj                     | 50% (103 anmeldelser)                                 | 46% (29 anmeldelser)                                |
| 2006 | Direktøren for det hele   |                             | 21. september               | 75% (67 anmeldelser)                                  | 71% (17 anmeldelser)                                |
| 2009 | Antichrist                | Depression                  | 20. maj                     | 54% (179 anmeldelser)                                 | 49% (34 anmeldelser)                                |
| 2011 | Melancholia               | Depression                  | 18. maj                     | 80% (207 anmeldelser)                                 | 81% (40 anmeldelser)                                |
| 2013 | Nymphomaniac              | Depression                  | 25. december                | 76% (I; 204 anmeldelser) og 59% (II; 128 anmeldelser) | 64% (I; 41 anmeldelser) og 60% (II; 34 anmeldelser) |
| 2018 | The House That Jack Built |                             | 14. maj                     | 60% (138 anmeldelser)                                 | 42% (29 anmeldelser)                                |
| 2022 | Riget Exodus              | Riget                       | 9. oktober – 30. oktober    | 84% (19 anmeldelser)                                  | 77% (9 anmeldelser)                                 |

### Gentagende samarbejder
Von Trier arbejder ofte flere gange med skuespillere og produktionsfolk. Manon Rasmussen var den første kostumedesigner til at samarbejde med von Trier igennem alle hans projekter (med undtagelse af Medea og Idioterne) siden Forbrydelsens element (1984). Hans første, men bevidste skuespillersamarbejde var til Forbrydelsens element, hvor Leif Magnusson (sv) først optrådte som hotelgæst, og efterfølgende havde to mindre roller i de to følgende film i Europa-trilogien inden han gik på pension i starten af 1990’erne. Von Triers primære produktionshold og hold af producerer har været det samme siden Europa. Flere af von Triers tilbagevendende skuespillere har udtrykt deres hengivenhed til ham. De europæiske skuespillere Jean-Marc Barr, Udo Kier, og Stellan Skarsgård har alle optrådt i flere af von Triers film. Bortset fra Medea, Riget, hans ikke-færdiggjorte "USA-trilogi" og The House that Jack Built; er britisk-franske skuespiller Charlotte Gainsbourg og svenske skuespiller Leif Magnusson de eneste to skuespillere (udover on Trier selv), der har optrådt i alle dele af to af hans trilogier, hvor Gainsbourg havde hovedroller i hele Depressions-trilogien, mens Magnusson havde mindre roller i hele Europa-trilogien.
Bemærkning: Denne oversigt lister kun skuespillere (i alfabetisk orden), som har samarbejdet med von Trier i tre eller flere produktioner.
| Actor                | Forbrydelsens element | Epidemic | Medea | Europa | Riget | Breaking the Waves | Idioterne | Dancer in the Dark | Dogville | Manderlay | Direktøren for det hele | Antichrist | Dimension (ikke fuldført)[1] | Melancholia | Nymphomaniac | The House That Jack Built     |
| -------------------- | --------------------- | -------- | ----- | ------ | ----- | ------------------ | --------- | ------------------ | -------- | --------- | ----------------------- | ---------- | ---------------------------- | ----------- | ------------ | ----------------------------- |
| Jens Albinus         |                       |          |       |        | Ja    |                    | Ja        | Ja                 |          |           | Ja                      |            |                              |             | Ja           |                               |
| Jean-Marc Barr       |                       |          |       | Ja     |       | Ja                 |           | Ja                 | Ja       | Ja        | Ja                      |            | Ja                           |             | Ja           | ubrugt materiale; ukrediteret |
| Willem Dafoe         |                       |          |       |        | Ja    |                    |           |                    |          | Ja        |                         | Ja         |                              |             | Ja           | ubrugt materiale; ukrediteret |
| Jeremy Davies        |                       |          |       |        |       |                    |           |                    | Ja       | Ja        |                         |            |                              |             |              | Ja                            |
| Charlotte Gainsbourg |                       |          |       |        |       |                    |           |                    |          |           |                         | Ja         |                              | Ja          | Ja           | ubrugt materiale; ukrediteret |
| Vera Gebuhr          |                       |          | Ja    | Ja     | Ja    |                    |           |                    |          |           |                         |            |                              |             |              |                               |
| Siobhan Fallon Hogan |                       |          |       |        |       |                    |           | Ja                 | Ja       |           |                         |            |                              |             |              | Ja                            |
| Anders Hove          |                       |          |       |        | Ja    |                    | Ja        |                    |          |           | Ja                      |            |                              |             | Ja           |                               |
| John Hurt            |                       |          |       |        |       |                    |           |                    | Ja       | Ja        |                         |            |                              | Ja          |              |                               |
| Željko Ivanek        |                       |          |       |        |       |                    |           | Ja                 | Ja       | Ja        |                         |            |                              |             |              |                               |
| Ernst-Hugo Järegård  |                       |          |       | Ja     | Ja    |                    |           |                    |          |           |                         |            | Ja                           |             |              |                               |
| Henning Jensen       |                       |          | Ja    | Ja     | Ja    |                    |           |                    |          |           |                         |            |                              |             |              |                               |
| Udo Kier             |                       | Ja       | Ja    | Ja     | Ja    | Ja                 |           | Ja                 | Ja       | Ja        |                         |            | Ja                           | Ja          | Ja           | ubrugt materiale; ukrediteret |
| Leif Magnusson       | Ja                    | Ja       |       | Ja     |       |                    |           |                    |          |           |                         |            |                              |             |              |                               |
| Baard Owe            |                       |          | Ja    | Ja     | Ja    |                    |           |                    |          |           |                         |            | Ja                           |             |              |                               |
| Stellan Skarsgård    |                       |          |       |        | Ja    | Ja                 |           | Ja                 | Ja       |           |                         |            | Ja                           | Ja          | Ja           |                               |

### Priser og hæder
Von Triers projekter og film har modtaget over 100 priser og 200 nomineringer ved filmfestivaler og prisuddelinger verdenen over, heriblandt priser som Palme d'Or (for Dancer in the Dark), Grand Prix (for Breaking the Waves), Juryens Pris (for Europa) og den Tekniske Pris (for Forbrydelsens element og Europa) ved Cannes Film Festival. Von Trier har også modtaget både Golden Globe Award- og Academy Award-nomineringer for den sidstnævnte.
| År        | Film                      | Cannes Film Festival | Cannes Film Festival | Bodilprisen | Bodilprisen | Robert-prisen | Robert-prisen | European Film Awards | European Film Awards |
| År        | Film                      | Nom.                 | Vundne               | Nom.        | Vundne      | Nom.          | Vundne        | Nom.                 | Vundne               |
| --------- | ------------------------- | -------------------- | -------------------- | ----------- | ----------- | ------------- | ------------- | -------------------- | -------------------- |
| 1984      | Forbrydelsens element     | 2                    | 1                    | 1           | 1           | 7             | 7             |                      |                      |
| 1991      | Europa                    | 4                    | 3                    | 1           | 1           | 7             | 7             | 2                    |                      |
| 1994-2022 | Riget                     |                      |                      | 7           | 7           | 11            | 6             | 1                    |                      |
| 1996      | Breaking the Waves        | 2                    | 1                    | 3           | 3           | 9             | 9             | 3                    | 3                    |
| 1998      | Idioterne                 | 1                    |                      | 4           | 3           | 1             | 1             | 1                    |                      |
| 2000      | Dancer in the Dark        | 2                    | 2                    | 2           | 1           | 11            | 5             | 4                    | 4                    |
| 2003      | Dogville                  | 1                    |                      | 3           | 1           | 8             | 2             | 4                    | 1                    |
| 2003      | De fem benspænd           |                      |                      |             |             |               |               | 1                    |                      |
| 2005      | Manderlay                 | 1                    |                      | 1           |             | 9             |               | 3                    |                      |
| 2009      | Antichrist                | 2                    | 1                    | 5           | 5           | 12            | 7             | 3                    | 1                    |
| 2011      | Melancholia               | 2                    | 1                    | 7           | 2           | 13            | 10            | 8                    | 3                    |
| 2013      | Nymphomaniac              |                      |                      | 6           | 1           | 16            | 8             | 4                    |                      |
| 2018      | The House that Jack Built |                      |                      | 2           | 1           | 11            | 2             |                      |                      |
| I alt     | I alt                     | 17                   | 9                    | 42          | 26          | 110           | 64            | 34                   | 12                   |

- Von Triers anden trilogi, Guldhjertet, er den første franchise eller trilogi til både at have vundet både en Bodil og Robert for "Bedste kvindelige hovedrolle", vundet af henholdsvis Emily Watson, Bodil Jørgensen og Björk, mens Watson og Björk også vandt en European Film Award i kategorien "Best Actress".[kilde mangler]
  - Alle film i Guldhjertet-trilogien er ligeledes blevet nomineret til Palme d'Or, hvor Dancer in the Dark vandt.[136][137]
- Von Triers fjerde trilogi, Depression, er den første franchise eller trilogi til at vinde i alle de nominerede kategorier ved Robert-prisen for Årets danske spillefilm, Årets instruktør, Årets manuskript, Årets cinematografi, Årets klip, Årets lyd og Årets visuelle effekter.[kilde mangler]

## Priser
Lars von Trier og hans værker har modtaget en lang række priser, heriblandt:
- 1985, 1992, 1995, 1997, 2004, 2010 og 2012: Bodilprisen for bedste danske film
- 1985, 1992, 2010, 2012 og 2015: Robert for årets danske spillefilm
  - von Trier har desuden vundet flere Robert-priser for bedste manuskript og bedste instruktør
- 1996, 2000 og 2011: European Film Award, bedste film for Breaking the Waves, Dancer in the Dark og Melancholia
- 2000: Den Gyldne Palme i Cannes for Dancer in the Dark
  - von Trier har vundet andre priser i Cannes for Forbrydelsens element (1984), Europa (1991) og Breaking the Waves (1996)
- 2000: Nomineret til en Oscar for bedste sang (sammen med Björk og Sjón)
- 2000, 2003: European Film Award, bedste europæiske instruktør for Dancer in the Dark og Dogville
- 2008: European Film Award, særpris (sammen med Søren Kragh-Jacobsen, Kristian Levring og Thomas Vinterberg)
- 2018: Sonningprisen[139]
- 2019: Rungstedlundprisen [140]
- 2025: Æres-Bodil for at være en af de mest originale og mest betydningsfulde instruktører og manuskriptforfattere gennem fem årtier i Danmark.[141] [142]